# Hördt (Nadrenia-Palatynat)
Hördt – miejscowość i gmina w Niemczech, w kraju związkowym Nadrenia-Palatynat, w powiecie Germersheim, wchodzi w skład gminy związkowej Rülzheim.

## Współpraca
Miejscowość partnerska:
- Stabroek, Belgia